# Saint-Augustin-de-Desmaures
Saint-Augustin-de-Desmaures – miasto w Kanadzie, w prowincji Quebec, w regionie Capitale-Nationale i MRC Québec. W 2002 roku zostało włączone do miasta Québec, jednak w wyniku referendum z 20 czerwca 2004 roku Saint-Augustin-de-Desmaures stało się ponownie niezależnym miastem. Nazwa miasta została nadana na cześć Augustyna z Hippony.
Liczba mieszkańców Saint-Augustin-de-Desmaures wynosi 18 820. Język francuski jest językiem ojczystym dla 97,1%, angielski dla 1,4% mieszkańców (2016).